# Kalisalak (Margasari)
Kalisalak is een bestuurslaag in het regentschap Tegal van de provincie Midden-Java, Indonesië. Kalisalak telt 8454 inwoners (volkstelling 2010).